# Ермолаев, Степан Александрович
Степан Александрович Ермолаев (1929—2006) — советский передовик производства в тракторном и сельскохозяйственном машиностроении. Лауреат Государственной премии СССР (1981). Герой Социалистического Труда (1966).

## Биография
Родился 12 декабря 1929 года в деревне Кубеково Красноярского края в крестьянской семье, позже семья С. А. Ермолаева переехала в город Красноярск.
В 1943 году после окончания Красноярского ремесленного училища, начал работать модельщиком, а затем и слесарем-модельщиком инструментального цеха Красноярского завода комбайнов, изготавливал модели деталей комбайнов всех серий.
С. А. Ермолаева привлекали для изготовления сложных деталей при строительстве моста через реку Енисей и оборудования Красноярской ГЭС. Имея своё личное клеймо, С. А. Ермолаев несколько лет изготавливал модели для Московского автомобильного завода имени И. А. Лихачёва.
13 апреля 1966 года представлен на соискание звания Героя Социалистического Труда решением № 2 заседания бюро Красноярского крайкома КПСС. 5 августа 1966 года Указом Президиума Верховного Совета СССР «за особые заслуги в выполнении заданий семилетнего плана и достижение высоких производственных показателей» Степан Александрович Ермолаев был удостоен звания Героя Социалистического Труда с вручением Ордена Ленина и золотой медали «Серп и Молот».
15 марта 1974 года Указом Президиума Верховного Совета СССР «за отличие в труде» С. А. Ермолаев был вторично награждён Орденом Ленина. В 1981 году Постановлением ЦК КПСС и СМ СССР «за совершенствование технологии производства»
С. А. Ермолаев стал лауреатом Государственной премии СССР.
В 1976 году избирался делегатом XXV съезда КПСС.
На пенсии с 1999 года. Умер 4 августа 2006 года в городе Красноярске.

## Награды
- Медаль «Серп и Молот» (5.08.1966)
- Два Ордена Ленина (5.08.1966, 15.03.1974)
- Орден Октябрьской революции (5.04.1971)

### Премии
- Государственная премия СССР (1981)